# La Douce (bande dessinée)
Pour les articles homonymes, voir La Douce (homonymie).
La Douce est un album de bande dessinée en noir et blanc de François Schuiten, paru en 2012.

## Liminaire
La Douce est le premier album réalisé entièrement par François Schuiten — âgé alors de 56 ans — avec cependant une certaine aide du réalisateur Jaco Van Dormael et de « Thi-Mai Nguyen ». 
L'album a été présenté le 18 mai 2012 dans la remise de Louvain où était alors préservée la locomotive prétexte à l'album.

## Sujet
L'idée de départ de cet album de bande dessinée est une locomotive à vapeur belge de Type 12, la 12.004, une magnifique locomotive rapide Atlantic carénée de la SNCB. 
La machine a été remisée jusqu'en 2013 dans un hangar à Louvain, puis restaurée à Liège. Elle est exposée depuis septembre 2015 à Train World, le musée des chemins de fer belges à Schaerbeek. 

## Description physique de l'album

### Couverture
La couverture de l'album montre un dessin en couleur de la locomotive ainsi que les deux principaux protagonistes de l'histoire, Léon Van Bel au pied de la machine et Elya, juchée sur la boîte à fumée. Le titre La Douce est doublé par son homophone, La 12.

### Images en 3D
Les pages de garde de l'album comportent des cases qui, placées devant une webcam, permettent de montrer des images animées en 3D. Ce procédé a été mis au point avec l'aide de Dassault Systèmes.

### Contenu
La bande dessinée occupe les 82 premières pages de l'album. Les six dernières, agrémentées de plans de la machine et de photos en noir et blanc, traitent de sujets tels que le métier de mécanicien et de chauffeur de locomotive à vapeur ainsi que l'historique de la série du Type 12 de la SNCB. Une fiche présentant les caractéristiques techniques de la machine termine l'ouvrage.

## Synopsis
Léon Van Bel, âgé d'une cinquantaine d'années, est mécanicien sur une locomotive à vapeur de Type 12 numérotée 12.004, une magnifique locomotive carénée de l'ETP (Entreprise de transports publics), qu'il appelle affectueusement « La Douce ». Cependant l'ère de la vapeur touche à sa fin et Van Bel voit ses collègues demander leur transfert vers l'« électrique » et les machines être déclassées l'une après l'autre. Avec l'aide d'irréductibles mécaniciens et chauffeurs, il détourne sa machine vers sa maison qu'il a transformée en hangar et ce afin de la préserver de la casse. Cependant son stratagème est découvert et la belle machine est également vouée à disparaître. Rejoint par Elya, une jeune fille muette voleuse de métaux provenant des locomotives et qu'il a sauvé du pire des outrages, il décide de partir à la recherche de sa « Douce ». Après un long voyage de plusieurs jours en « électrique » — en fait un téléphérique survolant des zones inondées à la suite de la construction d'un barrage — plein de péripéties et peuplé de visions et de rêves, il arrive à son but, mais c'est Elya qui retrouve la locomotive et s'avère être un parfait machiniste.

## Personnages
Le mécanicien Léon Van Bel et le collectionneur d'éléments ferroviaires qui met Léon Van Bel sur la piste de la locomotive sont deux obsédés par la chose ferroviaire, alors que la jeune Elya sert de fil conducteur à l'histoire.
Le réalisateur belge Jaco Van Dormael a prêté ses traits au collectionneur de vestiges ferroviaires alors que le personnage d'Elya a été dessiné après un casting de plusieurs danseuses.

## La bande dessinée et la réalité
François Schuiten fait évoluer la 12.004 dans un paysage montagneux, alors que ce type de machine n'a circulé qu'en Belgique et vers des villes frontalières. Cependant, de multiples thèmes rejoignent la réalité d'aujourd'hui, comme le vol de métaux, le mécontentement des voyageurs dû aux retard ou encore la fermeture de petites gares et de lignes non rentables.
La locomotive en fin de carrière est chargée de la remorque de lourds wagons de marchandise, ce qui est tout à fait impossible pour une locomotive rapide de ce type.
Divers sites ferroviaires sont reconnaissables dans la bande dessinée, comme la verrière de la gare de Nice.